# 新潟社会保険事務局
新潟社会保険事務局（にいがたしゃかいほけんじむきょく）は、新潟県新潟市中央区にあった社会保険庁の地方支分部局で、新潟県を管轄していた。

## 管内社会保険事務所等
- 新潟社会保険事務局新潟東社会保険事務室（新潟東社会保険事務所）
- 新潟西社会保険事務所
- 長岡社会保険事務所
- 上越社会保険事務所
- 柏崎社会保険事務所
- 三条社会保険事務所
- 新発田社会保険事務所
- 六日町社会保険事務所（新潟社会保険事務局六日町事務所）